# Лазающие хомяки
Лазающие, или крысоподобные хомяки (Tylomyinae) — подсемейство центральноамериканских грызунов семейства хомяковых.

## Общее описание
К подсемейству относятся довольно крупные мышеобразные грызуны: длина тела от 9,5 до 25,5 см, хвост обычно чуть длиннее тела; весят от 29 до 280 г. Хвост может быть покрыт редкими волосками или хорошо опушён, с кисточкой на конце. Задние лапы цепкие, приспособленные для лазанья. Уши почти голые. Вибриссы чёрные; у некоторых видов тёмные кольца вокруг глаз. Шерсть на спине окрашена в разнообразные оттенки коричневого, рыжего и серого цвета, на животе белая.

## Образ жизни
Лазающие хомяки водятся в Центральной Америке, от южной Мексики до Панамы. Населяют тропические вечнозелёные и полулистопадные леса, поднимаясь в горы до 2 000 м над уровнем моря. Образ жизни ночной, одиночный, почти исключительно древесный. Питаются в основном растительными кормами (семена, плоды, листья); изредка поедают чешуекрылых.
Самки приносят несколько помётов в год, численностью от 1 до 4 детёнышей. Беременность длится 30-69 дней и может удлиняться за счёт латентной стадии в развитии эмбриона. У одного вида, Nyctomys sumichrasti, самец в течение первой недели помогает самке заботиться о потомстве. Молодые особи становятся половозрелыми на 1-3 месяце жизни. Продолжительность жизни в неволе составляет 5 лет и 5 месяцев; в природе она короче.

## Классификация
- Триба Nyctomyini[1]
  - Род Otonyctomys
    - Юкатанский соневидный хомячок (Otonyctomys hatti)

  - Род Nyctomys
    - Соневидный хомячок (Nyctomys sumichrasti)
- Триба Tylomyini
  - Род Лазающие хомяки (Tylomys)
    - Чиапасский лазающий хомяк (Tylomys bullaris)
    - Буробрюхий лазающий хомяк (Tylomys fulviventer)
    - Колумбийский лазающий хомяк (Tylomys mirae)
    - Голохвостый лазающий хомяк (Tylomys nudicaudus)
    - Панамский лазающий хомяк (Tylomys panamensis)
    - Тумбальский лазающий хомяк (Tylomys tumbalensis)
    - Лазающий хомяк Ватсона (Tylomys watsoni)

  - Род Ototylomys
    - Большеухий лазающий хомяк (Ototylomys phyllotis)

Длительное время лазающих хомяков относили к подсемейству Cricetinae, либо вместе с другими американскими видами хомяков выделяли в подсемейство Sigmodontinae (1993 г.) Результаты недавних молекулярных исследований показали, что они составляют отдельное подсемейство.

## Природоохранный статус
Лазающие хомяки — малоизученные животные. Они служат естественным резервуаром паразита Leishmania mexicana — возбудителя кожного лейшманиоза.
В Международную Красную книгу как вымирающие занесены 3 вида:
- Чиапасский лазающий хомяк (Tylomys bullaris)
- Тумбальский лазающий хомяк (Tylomys tumbalensis)
- Панамский лазающий хомяк (Tylomys panamensis)